# Uniunea Africană
Uniunea Africană este organizația care a succedat Organizația Unității Africane (OUA).
Fondată în iulie 2002, l-a avut ca prim președinte pe sud-africanul Thabo Mbeki, fost președinte al OUA.
Creată după modelul Uniunii Europene, scopurile sale sunt promovarea democrației, drepturile omului și dezvoltarea pe continentul african, în special pentru mărirea nivelului investițiilor străine prin intermediul programului Noul Parteneriat pentru Dezvoltarea Africii (NEPAD).
Obiectivele Uniunii Africane cuprind și crearea unei bănci centrale de dezvoltare.
Ales în martie 2004, Parlamentul Panafrican s-a deschis în martie 2004 inițial având sediul la Addis Abeba în Etiopia. Acum are sediul la Midrand în Africa de Sud. Actualmente, acesta are doar un rol consultativ, urmând ca la sfârșitul primilor 5 ani să aibă putere legislativă. Are 265 deputați, membri ai parlamentelor naționale ale celor 55 de state membre.

## Țări membre
Țările membre (listate cu numele lor oficial) :
- Republica Algeriană Democrată și Populară
- Republica Angola
- Republica Benin
- Botswana
- Burkina Faso
- Republica Burundi
- Republica Camerun
- Republica Capul Verde
- Republica Centrafricană
- Republica Ciad
- Uniunea Comorelor
- Republica Côte d'Ivoire
- Republica Democrată Congo
- Republica Congo
- Republica Djibouti
- Republica Arabă Egipt
- Statul Eritreea
- Eswatini
- Republica Democrată Federală Etiopia
- Republica Guineea Ecuatorială
- Republica Gabon
- Republica Gambia
- Republica Ghana
- Republica Guineea
- Republica Guineea-Bissau
- Republica Kenya
- Regatul Lesotho
- Republica Liberia
- Republica Libia
- Republica Madagascar
- Republica Malawi
- Republica Mali
- Republica Islamică Mauritania
- Republica Mauritius
- Republica Mozambic
- Republica Namibia
- Republica Niger
- Republica Federală Nigeria
- Republica Rwanda
- Republica Arabă Democrată Saharawi
- Republica São Tomé și Príncipe
- Republica Senegal
- Republica Seychelles
- Republica Sierra Leone
- Republica Somalia
- Republica Africa de Sud
- Sudan
- Tanzania
- Republica Togoleză
- Tunisia
- Uganda
- Zambia
- Zimbabwe

Marocul a refuzat să adere la Uniunea Africană, pentru că nu recunoaște Republica Arabă Democrată Saharawi (Sahara Occidentală).